# Розстріляне відродження (антологія)
«Розстріляне відродження: Антологія 1917—1933: Поезія—проза—драма—есей» — антологія творів українських поетів та прозаїків 1920-1930-х років. Антологія впорядкована українським літературознавцем Юрієм Лавріненком і видана в 1959 році у Парижі з ініціативи і коштом Єжи Ґедройця.

## З історії видання
Юрія Лавріненка для праці з укладання антології української літератури 1920-1930-х років Ґедройцю порекомендував Юрій Шевельов.
Книга з'явилась у Бібліотеці [Архівовано 5 жовтня 2012 у Wayback Machine.] паризької «Культури» 1959 року. Термін «розстріляне відродження» належить Єжи Ґедройцю. Це формулювання як пропозиція назви книжки вперше з'явилося у листі Ґедройця до Лавріненка від 13 серпня 1958 року: "Щодо назви. Чи не було би, може, добре дати як загальну назву: "Розстріляне відродження. Антологія 1917—1933 etc. «Назва тоді звучала би ефектно. З другого боку, скромна назва „Антологія“ може тільки полегшити проникнення за залізну завісу. Що Ви думаєте?»
Після виходу книжки Єжи Ґедройць коштом редакції надіслав був рецензійні примірники антології до Спілки Письменників у Києві та до українських радянських журналів, а також використовував кожну можливість, легальну й нелегальну, аби доправити книгу «за залізну завісу». Після видання антології Лавріненка термін Ґедройця «розстріляне відродження» набув значного поширення в українському публічному вживанні.
Матеріали для видання Юрієві Лавріненку доводилося розшукувати по тогочасних періодичних виданнях, в бібліотеках та архівах (Архів-музей Української вільної академії наук у США, приватний архів А. Любченка, славістичний відділ Публічної бібліотеки у Нью-Йорку, приватні збірки С. Гординського, Г. Костюка, В. Порського, Й. Гірняка, О. Буревій та ін.) брати з рукописних копій тощо.
Матеріалами та порадами також допомогли Ю. Шевельов, Л. Лиман, І. Кошелівець, В. Барка, В. Гришко, Яр Славутич та ін.

## Структура антології
У передмові до видання Ю. Лавріненко, упорядник, написав про принцип і техніку підбору:

| До збірки добиралося тільки з того матеріялу, що був друкований (зрідка — тільки писаний) на Україні — головно в УРСР — за період 1917 —1933 і що після 1933 року був заборонений і знищений наслідком нового курсу Москви на розгром і колоніяльну провінціялізацію України. |
Упорядник зазначив, що частина із заборонених творів з'являлася друком під час окупації західноукраїнських земель (1939 —1946), а також протягом 1956 —1958 років, однак здебільшого вони були із різними «поправками». Основний принцип був «давати тільки те, що після терористично-голодового удару Москви по Україні 1933 року було вилучене із вжитку». Також не представлені твори написані в еміграції, бо «це антологія того, що було в УРСР до 1933 року».
Антологія складається із чотирьох розділів: поезія, проза, драма та есей. Найповніше представлено саме поезію, оскільки, по-перше, саме вона «вела перед у літературі тієї доби», а по-друге, за браком місця  — «в одному томі неможливо охопити навіть найважливіші зразки прози, драми й есею». Автори розташовані «за датою появи їх першої після 1917 року книжки».

### Поезія
- Павло Тичина — поезії зі збірок «Соняшні клярнети», «Замість сонетів і октав», «Плуг», «Вітер з України», «В космічному оркестрі»; вірші «Пам'яті тридцяти»[1] («Нова Рада», 1918); «З кримського циклу» (присвячений М. Рильському) («Життя й революція», 1926), «Чистила мати картоплю…» (альманах «Вапліте», 1926);
- Максим Рильський — поезії зі збірок «Під осінніми зорями», «Синя далечінь», «Поеми», «Крізь бурю і сніг», «Тринадцята весна», «Де сходяться дороги», «Гомін і відгомін»; переклад вступу до поеми «Пан Тадеуш» А. Міцкєвича;
- Яків Савченко — вірші «Він вночі прилетить на шаленім коні…» («Поезії», 1918), «Стоїть. Як віск. І скорбно плаче…» (антологія Б. Кравціва «Обірвані струни», 1955), «Сонце під голови» (мартиролог Яр Славутича «Розстріляна муза», 1955);
- Дмитро Загул — вірші «За непроглядною заслоною…» («ЛНВ», 1919), «Я чую пісню, мов крізь сон…» («Обірвані струни», 1955);
- Михайль Семенко — вірші «Бронзове тіло», «Кондуктор», «Океан» («Обірвані струни», 1955); «Дні неминучі» («П'єро задається», 1918);
- Олекса Слісаренко — вірші «Уот Уітмен», «На пасіці» («Обірвані струни», 1955), «Пам'яті Гната Михайличенка» («На сполох», 1921), «Іней» («Вапліте», 1927); «Осінь» («Червоний шлях», 1926);
- Микола Зеров — поезії зі збірки «Камена» (1924) та зібрання творів «Sonnetarium» (1948)[2]; вірш «HOI TRIAKONTA» (Ю. Клен «Спогади про неоклясиків», 1947);
- Василь Еллан (Блакитний) — поезії «Після Крейцерової сонати» («Червоний шлях», 1925), «Повстання Андрія Заливчого» (журнал «Мистецтво», 1919), «Удари молота і серця» («Удари молота і серця», 1920), «Нескінчений малюнок» («Червоний шлях», 1925);
- Василь Чумак — вірші «Несли твою труну…» (С. Єфремов «Історія української літератури» т.2, 1919), «Ряд хаток, пошарпані, подерті…» («Обірвані струни», 1955), «Я порву ті вінки, що сплітались в добу лихоліття…» («Червоний вінок», 1919), «Бурями сійтеся, бурями…» («Вперед», 1925), «Революція» («Вперед», 1928);
- Майк Йогансен — вірші «Я знаю: загину…», «Люблю тебе — не знаю слів…», «Дні мої, мої дивні діти…», «Посуха», «Голод», «Ви, що не знаючи мети…», «Колискова», «Ясень», «Овес росте край неба у пісках» («Обірвані струни», 1955); «Поля синіють вечорами…», «Заячий вечір. Сніг…», «Революція», «Метемфісис», «Випливає чапля з туманів» («Розстріляна муза», 1955); «Весна» (альманах «Квартали», 1924); «Ось іду по рейці…» («Червоний шлях», 1926); «Поезія», «Верніться!», «Вікно зимового періоду», «Мисливська леґенда», («Літературний ярмарок», 1929); «Ах, життя моє…» («Ясен», 1930);
- Володимир Сосюра — вірші «Уже зоря золоторога…», «Степ», «Маки», «Маґнолії лимонний дух…», «Такий я ніжний…», «З вікна» («Поезії», т.1, 1929); «І знову дні руді та бурі…», «Сад» (уривок) («Поезії», т.3, 1930); «Залізниця» (уривок із поеми) («Залізниця», 1924); «Мазепа» (уривки з поеми) («Життя й революція», 1929); «Два Володьки» (уривок) («Гарт», 1930); «Серце» (уривки) («Червоний шлях», 1930);
- Володимир Свідзінський — вірші «Ударив дощ, заколихав…» («Антологія української поезії» В. Державина, 1957); «Десь дощ іде…» («Розстріляна муза», 1955); «З книги „Вересень“» («Обірвані струни», 1955); «Розхиляю колосся, іду…», «Тільки в вечірньому мороці», «Одступається небо…», «Зрада», «Маятник натомився…», «Баляда третя», «Холодна тиша…», «Пам'яті З. С-ської», «Лице люстра…», «І довго шукав я живущої води…» (з недрукованої книжки «Медобір»);
- Павло Филипович — вірші «Дивись, дивись: безмежні перелоги…», «Єдина воля володіє світом…», «На поталу камінним кригам…», «Заклинаю вітер і хмари…», «Не хижі заклики пожеж…», «Я — робітник в майстерні власних слів…», «Коли летять, як сиві зграї…», «Білявий день втомився і притих…» (зі збірки «Земля і вітер», 1922); «Минула ніч тривожно і безславно…», «Кому не мріялось, що є незнана Муза…», «Закликав червень чарівну теплінь…», «Жовтих плям тривожне коло…», «Хилиться сумно і гнівно…», «І десь надійшло наостанку…», «Місяця срібний дзюб…», «Візьмеш у жменю сонного насіння» (збірка «Простір», 1925); «Мономах» («Червоний шлях», 1923); «Епітафія неоклясикові» (Ю. Клен «Спогади про неоклясиків», 1947);
- Тодосій Осьмачка — вірші «Плугатар» (С. Єфремов «Історія українського письменства», 1919 (1923)); «Колісниця», «Регіт» («Круча», вид-во «Слово», 1922); «На Ігоревім полі» («Скитські вогні», 1925); «Голота», «Ідуть селяни в темні далі босі…», «Деспотам» («Клекіт», 1929);
- Ґео Шкурупій — вірші «Семафори» (журнал «Семафор у майбутнє», 1922), «Голод» («Жарини слів», 1925), «Пісня зарізаного капітана» («Розстріляна муза», 1955);
- Дмитро Фальківський — вірші «Час колесами чавунними» (уривок) («Життя й революція», 1925), «Одна нога в стременах…» («Життя й революція», 1926), «Зійшлись обоє на багнетах…» («ВАПЛІТЕ», 1927);
- Василь Бобинський — поема «Смерть Франка» (уривок) («Червоний шлях», 1926), «Чорнозем» (уривок) («Західна Україна», 1927);
- Михайло Драй-Хмара — вірші із циклу «Молода весна»: «Одцвітають півонії! Кров'ю…» («Нова думка»[3]), «Поки не вмру, не перестану…» («Нова думка», 1920); «Я полюбив тебе на п'яту голодну весну…» («Зоря», 1925); «Зоріти ніч і бути з вами…», «Шехерезада» (IV) («Зоря», 1926); «Під блакиттю весняною…» («Проростень», 1919 —1926), «Мати», «І знов, як перший чоловік…», «Розлютувався лютий надаремно…», «Вона жива і нежива…», «Ще губи кам'яні…», «Прощання з Поділлям», «Горять священні орифлями…», «Я світ увесь сприймаю оком…» («Проростень», 1926); «Серпневий прохолонув вар…» («Життя й революція», 1925); «Перед грозою» («Життя й революція», 1926); «З Махара» («Життя й революція», 1929); «Шехерезада» (ІІ) («Червоний шлях», 1923); «Шехерезада» (IV) («Червоний шлях», 1923); «Долі своєї я не кляну…» («Червоний шлях», 1925); «Лебеді» («Літературний ярмарок», 1928); «І знов обвугленими сірничками…»[4] (Ю. Клен «Спогади про неоклясиків», 1947);
- Євген Плужник — «Я — як і всі. І штани з полотна…», «Для вас, історики майбутні…», «Уночі його вели на розстріл…», «Притулив до стінки людину…», «Зустрів кулю за лісом…», «…І ось ляжу, — родючий гній… », поеми «Галілей» (уривок), «Канів» (уривок) («Дні», вид-во «Глобус»1926); «Косивши дядько на узліссі жито…» («Рання осінь», вид-во «Маса», 1927); «Ніч… А човен — як срібний птах…», «Тепер на півночі горять сніги…», «Що менше слів, то висловитись легше…», «Подолано упертість Ізабелли…», «Мовчи! Я знаю. За всіма словами…», «Вона зійшла до моря…» («Рівновага», 1948);
- Леонід Чернов (Малошийченко) — «Шляхи під сонцем», «Сонце й серце» (уривок) («Наші дні», 1942); «…Ти робиш нині сам свою історію…», «Харків» (уривок) («На розі бур», 1933);
- Степан Бен — «Дзвенять хрущі, цвітуть черешні…» («Нова громада», 1923); «Польова зустріч» («Червоний шлях», 1924); «О, хутори…» («Життя й революція», 1926); «Ода» («Червоний шлях», 1930);
- Микола Бажан — «Кров полонянок», «Залізнякова ніч», «Дорога», «Нічний рейс», «Ґетто в гумані», «Будівлі», «Гофманова ніч», «Розмова сердець», «Слово о полку» («Поезії», 1930); «Сліпці» (уривок) («Життя й революція», 1931);
- Марко Вороний — вірші «Отчизна», «Візія», «Бондарівна», «Слово» («Світ», 1926);
- Василь Мисик — «Олень» («Трави», 1926); «Трави» («Червоний шлях», 1923); «З півдня темніє обрій» (уривки), «Під Івана Купала» («Літературний ярмарок», 1929); «Конкістадори» («Обірвані струни», 1955);
- Олекса Влизько — «Замість прологу», «Романтикові», «Серце» («За всіх скажу», 1927); «Чую, чую…» («Життя й революція», 1926); «Порт» («Життя й революція», 1927); «Туман», «Рейд», «Матроси», «Рейс», «Одлетіла конвалійна Леда…», «Можна заспокоїтись», «Плякат одлиги» («Живу, працюю», 1927); «…І я тоді ставав на перехресті…» («Антологія української поезії», 1957); «Дев'ятий вал», «В порті стоять кораблі» («П'яний корабель», 1933); «Дев'ята симфонія» («Червоний шлях», 1927);
- Кость Буревій (Едвард Стріха) — «Пародези» («Нова ґенерація», 1928); «Ррреволюція» («Арка», 1947); «Зозендропія» («Аванґард», 1929).

### Проза
- Микола Хвильовий — «Редактор Карк», «Я (Романтика)»;
- Валеріян Підмогильний — «Іван Босий»;
- Григорій Косинка — «Анкета» (уривок);
- Іван Сенченко — «Із записок Холуя»;
- Борис Антоненко-Давидович — «Смерть»;
- Юрій Яновський — «Чотири шаблі» (уривки);
- Остап Вишня — «Моя автобіографія», «Чукрен», «Чухраїнці», «Дещо з українознавства».

### Драма
- Микола Куліш — «Народний Малахій» (С. Гординський «Справжній народний Малахій», 1953[5]);
- Кость Буревій — історична драма на 5 дій «Павло Полуботок» (уривки) (Кость Буревій «Павло Полуботок», 1948[6]).

### Есей
- Андрій Ніковський — «Vita nova» (уривки) (А. Ніковський «VITA NOVA», 1919);
- Юрій Меженко — «Творчість індивідуума і колектив» (уривки) («Музагет», 1919); «Відозва ВАПЛІТЕ» (зберігся у архіві Аркадія Любченка);
- Микола Хвильовий — уривки з памфлетів: «Камо грядеши», «Думки проти течії» (додаток газети «Вісті ВУЦВК» «Культура і побут», 1925); «Апологети писаризму» (додаток «Культура і побут» газети «Вісті ВУЦВК», 1926); «Україна чи Малоросія?» (Андрій Хвиля «Від ухилу  — у прірву», 1928);
- Микола Зеров — «Евразійський ренесанс і пошехонські сосни» («Життя й революція», 1926);
- Володимир Юринець — «Діялоги» (Інтермедії до 135 книги «Літературного ярмарку», скорочено) («Літературний ярмарок», 1929);
- Олександер Довженко — «До проблеми образотворчого мистецтва» («Вапліте», 1926);
- Лесь Курбас — "Шляхи «Березоля» («Вапліте», 1927);
- Михайло Грушевський — «Ганебній памя'ті» («Україна», 1926).